# Adrian Curaj
Adrian Curaj (n. 14 octombrie 1958, București, România) este un inginer electronist, care a îndeplinit funcția de ministru al educației în guvernul Cioloș (17 noiembrie 2015 - 5 iulie 2016).
A absolvit Facultatea de Electronică și Telecomunicații a Universității Politehnica din București (1983) și deține un doctorat în Sisteme Automate, la aceeași universitate (1998).
A absolvit un Master în Administrarea Afacerilor, la Institutul de Administrare a Afacerilor din București (ASEBUSS), în parteneriat cu Universitatea Washington din Seattle (2003). De asemenea, a obținut un certificat în Administrarea Afacerilor - Global Management Program, la Institutul de Administrare a Afacerilor din București, în parteneriat cu Kennesaw State University (2003).
Este profesor la Facultatea de Automatică și Calculatoare, Universitatea Politehnica din București (din 1998), precum și Șeful Catedrei UNESCO pentru Politici în Știință și Inovare la Școala Națională de Studii Politice și Administrație Publică (SNSPA).
Adrian Curaj este, din 2010, directorul Unității Executive pentru Finanțarea Învățământului Superior, a Cercetării Dezvoltării și Inovării (UEFISCDI).
Este coordonator sau expert/ consultant în proiecte de cercetare/dezvoltare, finanțate de Banca Mondială, UNESCO, UNIDO, ETF (European Training Foundation) și Comisia Europeană. De asemenea, este membru al unor asociații/ fundații/ structuri profesionale precum: Comitetul de Conducere al Comisiei Fulbright, Comisia Națională a României pentru UNESCO, Asociația Română pentru Clubul de la Roma (ARCoR), Fundația Principesa Margareta a României (membru al Consiliului Director), Asociația Română a Managerilor și Administratorilor de Cercetare, EUROSCIENCE – European Association of Researchers.
Pentru rezultatele de excepție obținute în domeniul cercetării, pentru creșterea rolului și importanței cercetării românești pe plan internațional, în anul 2000, Adrian Curaj a fost decorat de către Președintele României cu Ordinul național Pentru Merit în grad de Ofițer. De asemenea, în 2009 și 2013, acesta a câștigat medalii de aur la Expoziția Internațională de Invenții de la Geneva, iar în 2014 a fost inclus de revista Foreign Policy Romania în Top 100 oameni care mișcă țara în direcții bune – pentru secțiunea „Inovare”.
Adrian Curaj este unul dintre inițiatorii și susținătorii proiectului ELI-NP (Extreme Light Infrastructure - Nuclear Physics) de la Măgurele, cel mai mare laser din lume, cu un impact major asupra domeniului CDI din România și Europa, asupra sistemului de educație, dar și a mediului economic și social din zona de sud a Bucureștiului.
În anul 2016, Adrian Curaj a fost numit Înalt Reprezentant al Primului Ministru pentru dezvoltarea ecosistemului bazat pe știință, inovare și antreprenoriat asociat infrastructurii paneuropene ELI-NP.